# Lychnophora tomentosa
Lychnophora tomentosa là một loài thực vật có hoa trong họ Cúc. Loài này được (Mart. ex DC.) Sch.Bip. mô tả khoa học đầu tiên năm 1863.